# Конкакафов шампионат 1981.
Конкакафов шампионат 1981. (шп. CONCACAF Campeonato de Naciones енгл. NORCECA) било је осмо издање првенства КОНКАКАФ, фудбалског првенства Северне Америке, Централне Америке и Кариба (КОНКАКАФ), одржано је у Тегусигалпи, Хондурас од 1. до 22. новембра 1981. године.
Све утакмице су одигране на стадиону Тибурсио Каријас Андино у Тегусигалпи. Овај турнир освојио је домаћин Хондурас, који је освојио своју прву титулу и први пут обезбедио пласман на Светско првенство у фудбалу, пошто је турнир послужио и као квалификациона за Шпанију 1982. На финалном турниру зони Севернеамерике, Централне Америке и Карибима су додељена два места (од 24). Ово издање је обележено изненађењем јер је Мексико, традиционални фаворити Конкакафа и којима је била потребна победа да прођу даље, елиминисани од Хондураса. Захваљујући нерешеним резултатом 0 : 0 између Мексика и Хондураса, Салвадор се квалификовао за учешће на Светском првенству као другопласирани Конкакафовог шампионата. Салвадор је такође постао први тим Централне Америке који се квалификовао за више од једног светског првенства. Ово је био последњи турнир на коме је у финалној рунди учествовала нација домаћин, остали наредни турнири су играни без домаћинства у завршној фази шампионата.

## Стадиони
| Тегусигалпа |                                 |
| Тегусигалпа | Тегусигалпа                     |
| ----------- | ------------------------------- |
| Тегусигалпа | Стадион Тибурсио Каријас Андино |
| Тегусигалпа | Капацитет: 35.000               |
| Тегусигалпа |                                 |

## Финални турнир
| Pos | Тим      | О | П | Н | И | ГД | ГП | ГР | Бод. |
| --- | -------- | - | - | - | - | -- | -- | -- | ---- |
| 1   | Хондурас | 5 | 3 | 2 | 0 | 8  | 1  | +7 | 8    |
| 2   | Салвадор | 5 | 2 | 2 | 1 | 2  | 1  | +1 | 6    |
| 3   | Мексико  | 5 | 1 | 3 | 1 | 6  | 3  | +3 | 5    |
| 4   | Канада   | 5 | 1 | 3 | 1 | 6  | 6  | 0  | 5    |
| 5   | Куба     | 5 | 1 | 2 | 2 | 4  | 8  | −4 | 4    |
| 6   | Хаити    | 5 | 0 | 2 | 3 | 2  | 9  | −7 | 2    |

Хондурас и Салвадор су се квалификовали за Светско првенство у фудбалу 1982..
| Мексико                                                     | 4 : 0 | Куба |
| ----------------------------------------------------------- | ----- | ---- |
| Рикардо Кастро 18’ · Уго Санчез 43’, 50’ · Мануел Манзо 53’ |       |      |

| Канада              | 1 : 0 | Салвадор |
| ------------------- | ----- | -------- |
| Мајк Стојановић 90’ |       |          |

| Хондурас                                                                                | 4 : 0 | Хаити |
| --------------------------------------------------------------------------------------- | ----- | ----- |
| Давид Буезо 35’ · Хорхе Елвир Ургија 40’ · Едуардо Лаинг 64’ · Хосе Роберто Фигероа 75’ |       |       |

| Хаити              | 1 : 1 | Канада              |
| ------------------ | ----- | ------------------- |
| Жералд Ромулас 34’ |       | Мајк Стојановић 50’ |

| Мексико | 0 : 1 | Салвадор          |
| ------- | ----- | ----------------- |
|         |       | Евер Ернандез 81’ |

| Хондурас                            | 2 : 0 | Куба |
| ----------------------------------- | ----- | ---- |
| Давид Буезо 36’ · Ентони Костли 69’ |       |      |

| Салвадор | 0 : 0 | Куба |
| -------- | ----- | ---- |
|          |       |      |

| Мексико        | 1 : 1 | Хаити             |
| -------------- | ----- | ----------------- |
| Уго Санчез 87’ |       | Данијел Кадет 47’ |

| Хондурас                                               | 2 : 1 | Канада       |
| ------------------------------------------------------ | ----- | ------------ |
| Карлос Орландо Кабаљеро 12’ · Хосе Роберто Фигероа 40’ |       | Иан Бриџ 19’ |

| Хаити | 0 : 2 | Куба                                    |
| ----- | ----- | --------------------------------------- |
|       |       | Франц Матју 55’ (аг.) · Рамон Нуњез 90’ |

| Мексико            | 1 : 1 | Канада       |
| ------------------ | ----- | ------------ |
| Рикардо Кастро 29’ |       | Иан Бриџ 57’ |

| Хондурас | 0 : 0 | Салвадор |
| -------- | ----- | -------- |
|          |       |          |

| Хаити | 0 : 1 | Салвадор                 |
| ----- | ----- | ------------------------ |
|       |       | Норберто Уезо 18’ (пен.) |

| Куба                                     | 2 : 2 | Канада                             |
| ---------------------------------------- | ----- | ---------------------------------- |
| Рамон Нуњез 2’ · Хорхе Луиз Родригез 74’ |       | Вес Меклеод 48’ · Боб Ијаруски 84’ |

| Хондурас | 0 : 0 | Мексико |
| -------- | ----- | ------- |
|          |       |         |

### Достигнућа
| Најбољи играч | Победник Конкакафовог шампионата 1981. Хондурас 1° титула | Најбољи стрелац Уго Санчез (3. гола) |